# Allogalumna integer
Allogalumna integer är en kvalsterart som först beskrevs av Berlese 1904.  Allogalumna integer ingår i släktet Allogalumna och familjen Galumnidae. Inga underarter finns listade i Catalogue of Life.